# الأحزاب السياسية اليمنية
سيطر المؤتمر الشعبي العام على الساحة السياسية اليمنية رسمياً حتى عام 2011. وكان يفوز في جميع الانتخابات ويشكّل الحكومة في كل مرة. هناك تمثيل لعدد كبير من الفصائل الحضرية والقبلية في المؤتمر الشعبي العام. يفتقر المؤتمر الشعبي العام إلى أيديولوجيا وبرنامج سياسي واضح، وفي هذا الصدد يشبه «الشورى» تقريباً. انضم العديد من المستقلين إلى المؤتمر الشعبي العام بعد انتخابهم في الانتخابات الثلاثة الأخيرة. كما ينضم أعضاء من المعارضة إلى المؤتمر الشعبي العام في بعض الأحيان، كونه يكاد يكون الوسيلة الوحيدة لممارسة النفوذ في السياسة اليمنية.

## نظرة عامة
في 22 مايو 1990م، توحد شطرا اليمن في دولة واحدة وكان الحزبان الرئيسيان في البلاد هما: المؤتمر الشعبي العام والحزب الاشتراكي اليمني.
ولكن هذه الوحدة واجهت صعوبات كثيرة حاول الجانبان تجاوزها عبر الحوار الأخوي بينهما وخاصة خلال مؤتمر العهد والاتفاق الذي عُقد في عمّان بالأردن 1994م. ولكن الأمور تعقدَّت بين الجانبين مما أدى إلى نشوب الحرب التي دارت في ذلك العام بين شطري اليمن وانتهت بخروج بعض زعماء الحزب الاشتراكي اليمني خارج اليمن في منتصف ذلك العام. حقق حزب المؤتمر فوزًا كبيرًا في انتخابات أبريل 1997م، واحتفظ بأغلب مقاعد البرلمان اليمني، وبدأ الرئيس علي عبدالله صالح فترة رئاسية جديدة.

## الأحزاب السياسية
1. حزب المؤتمر الشعبي العام
2. التجمع اليمني للإصلاح
3. الحزب الاشتراكي اليمني
4. التنظيم الوحدوي الشعبي الناصري
5. حزب البعث العربي الاشتراكي - قطر اليمن
6. حزب البعث العربي الاشتراكي القومي
7. حزب الحق
8. الحزب الناصري الديمقراطي
9. تنظيم التصحيح الشعبي الناصري
10. حزب جبهة التحرير
11. حزب اتحاد الرشاد
12. حزب السلم والتنمية [محل شك]
13. الحزب القومي الاجتماعي
14. الجبهة الوطنية الديمقراطية
15. حزب التحرير الشعبي الوحدوي
16. حزب رابطة أبناء اليمن «رأي»
17. حزب الوحدة الشعبية اليمني
18. حزب الشعب الديمقراطي (حشد)
19. التنظيم السبتمبري الديمقراطي
20. التجمع الوحدوي اليمني
21. حزب الرابطة اليمنية
22. اتحاد القوي الشعبية اليمنية
23. حزب الخضر الاجتماعي
24. الاتحاد الديمقراطي للقوى الشعبية
25. حزب البناء والتنمية اليمني [محل شك]
26. اتحاد القوى الشعبية
27. الحزب الليبرالي اليمني [محل شك]
28. حزب اتحاد الرشاد اليمني
29. حزب العدالة والبناء.
30. مجلس الإنقاذ الوطني اليمني الجنوبي

### المؤتمر الشعبي العام
وهو أكبر حزب يمني تأسس بقيادة علي عبد الله صالح في 24 أغسطس/آب عام 1982 م معتمداً على أيديولوجية الثورة اليمنية عام 1962 م.
انقسم الحزب عام 2015 إلى جناحين (جناح صالح / جناح هادي) بعد انقلاب الحوثي على الشرعية بقيادة هادي وسيطرتة على صنعاء بالتحالف مع المؤتمر جناح صالح.

### التجمع اليمني للإصلاح
أحد أكبر الأحزاب الموجودة في اليمن، وتأسس بعد الوحدة بين شطري اليمن يوم 13 سبتمبر/ أيلول 1990 على يد الراحل عبد الله بن حسين الأحمر شيخ قبائل حاشد بصفته تجمعا سياسيا ذا خلفية إسلامية، وامتداداً لفكر الإخوان المسلمين.
ويتشكل هيكل الحزب التنظيمي على النحو التالي: المؤتمر العام، مجلس الشورى، الهيئة العليا، الأمانة العامة، أجهزة القضاء التنظيمي، هيئات وأجهزة وحدات التنظيم. ومن الشخصيات البارزة فيه الشيخ عبد المجيد الزنداني. وتعد صحيفة الصحوة لسان حال الحزب.

### الحزب الاشتراكي اليمني
كان رئيسه علي سالم البيض وكان في الوقت نفسه نائب رئيس مجلس الرئاسة قبل بدء النزاع حول الوحدة في 1994م، والذي انتهى بخروجه من البلاد واستمرار الوحدة بين شطري اليمن.
أحد الأحزاب السياسية في اليمن، وهو حزب ذو عقيدة اشتراكية شارك في حرب تحرير الشطر الجنوبي لليمن ضد الاحتلال البريطاني ضمن عدد من التنظيمات والأحزاب المنضوية تحت الجبهة القومية المدعومة من قبل الشطر الشمالي لليمن ومصر والذي انتهى بالجلاء عام 1967 حيث تولّى الحكم بعد أن استقل الشطر الجنوبي كدولة مستقلة عاصمتها عدن.

### حزب البعث العربي الاشتراكي
ظهر هذا الحزب في عدن عام 1959م وانتشر بين صفوف المثقفين والطلاب والموظفين والعمال. غير أن نفوذه ضعف وخاصة بعد انشقاقه إلى قسمين: قسم ارتبط بمركز حزب البعث العربي الاشتراكي في دمشق، وقسم آخر ارتبط بمركز الحزب نفسه في بغداد. ثم قرر عدد كبير من أعضائه التابعين لدمشق فك ارتباطهم بالقيادة القومية لحزب البعث العربي الاشتراكي في سوريا وتكوين حزب خاص بهم عام 1394هـ، 1974م عُرف باسم حزب الطليعة الشعبية. وما لبث هذا الحزب أن ذاب في الحزب الاشتراكي اليمني. أما المجموعة الثانية التابعة لبغداد فقد نشطت بشكل ملحوظ في الثمانينيات من القرن العشرين، وقد سمح لها بالعمل العلني بعد تحقق الوحدة اليمنية.

### مجلس الإنقاذ الوطني اليمني الجنوبي
دعت شخصيات سياسية وعسكرية يمنية لتشكيل هذا الحزب بعد تدهور الأوضاع السياسية والإنسانية في جنوب اليمن جرا الحرب بين الفصائل اليمنية وقد تم اختيار اللواء أحمد محمد قحطان رئيساً للمجلس وتم إشهار المجلس في مدينة الغيضة بمحافظة المهرة شرق اليمن بتاريخ 19/10/2019

## البرلمان
البرلمان اليمني المسمى مجلس النواب يتكون من 301 مقعداً، آخر انتخابات نيابية في عام 2003 فازت فيها الاحزاب التالية:
- حزب المؤتمر الشعبي العام 229 مقعداً
- الحزب الاشتراكي اليمني 7 مقاعد
- التجمع اليمني للإصلاح 45 مقعداً
- التنظيم الوحدوي الشعبي الناصري 3 مقاعد
- حزب البعث العربي الاشتراكي (اليمن)
- مستقلون 14 مقعداً
- مرشح مُزكى من حزبي المؤتمر والإصلاح مقعد واحد.

وقد جرى تأجيل الانتخابات المستحقة في عام 2009 حتى عام 2011 بعد الاتفاق بين الحزب الحاكم واحزاب المعارضة على تعديل الدستور خلال تلك الفترة عبر ما يسمى إتفاق فبراير، غير أن لم يتم الاتفاق على تعديل الدستور. ثم تجمدت بعدها العملية الانتخابية بقيام ثورة الشباب اليمنية في فبراير 2011.

## تنظيمات انفصالية

### الحراك الجنوبي
هو حراك شعبي في جنوب اليمن بدأ بكيان جمعية المتقاعدين العسكريين والأمنيين المسرحين من عملهم، وطالب الحراك الجنوبي النظام الحاكم بالمساوة وإعادة المسرحين العكسريين والمدنيين، ويطالب الحراك الجنوبي منذ 7 يوليو 2007 بالاستقلال لجنوب اليمن والذي يعتبروه بلد محتل بالقوة العسكرية من قبل اليمن الشمالي.

### العصبة الحضرمية
هي حركة تأسست عام 2003 م تحت اسم المنظمة الوطنية لتحرير حضرموت، وتدعوا إلى تقرير المصير لسكان حضرموت التارخية في الداخل والخارج وحقوق الشعب الحضرمي المشروعة بموجب القوانين الدولية وعلى رأسها حقه في تقرير مصيره واستعادة دولته المستقلة”، معتبرة أن حضرموت دولة مستقلة تعرضت لاحتلالين الأول في عام 1967 من قبل الجنوب، والثاني في عام 1990 بعد الوحدة بين دولتي اليمن الشمالي واليمن الجنوبي، وتنظر إليه العصبة الحضرمية بأنه “احتلال يمني”.